# Anna Brasi
Anna Brasi (Catanzaro, 31 d'agost de 1947) és una guionista i directora de cinema italiana.
Llicenciada en Filosofia i diplomada en direcció al Centre Experimental de Cinematografia, és directora i guionista des de l'any 1988 quan va escriure i dirigir el seu primer llargmetratge Angela come te. Per aquesta pel·lícula va rebre el premi a la millor pel·lícula de director debut a la IX edició de la Mostra de València l'any 1989.
El 1998 va dirigir i escriurem La signora del gioco (La dame du jeu).

## Filmografia
- Angela come te (1988)
- La signora del gioco (1998)
- Incontri di primavera (2000)
- Il velo (2006) – curtmetratge